# Gmina Eagle (hrabstwo Black Hawk)
Gmina Eagle (ang. Eagle Township) – gmina w USA, w stanie Iowa, w hrabstwie Black Hawk. Według danych z 2020 roku gminę zamieszkiwało 459 osób, a gęstość zaludnienia wyniosła 5,4 os./km².

## Klimat
Średnia temperatura wynosi 9 °C. Najcieplejszym miesiącem jest sierpień (22 °C), a najchłodniejszym jest luty (–9 °C). Średnia suma opadów wynosi 1133 mm rocznie. Najbardziej wilgotnym miesiącem jest czerwiec (185 milimetrów opadów), a najbardziej suchym jest styczeń (45 milimetrów opadów).